# Алоїс Айзеле
Алоїс Айзеле (нім. Alois Eisele; 22 лютого 1914, Залах — 4 грудня 2008, Айслінген) — німецький офіцер, майор вермахту (20 травня 1944). Кавалер Лицарського хреста Залізного хреста з дубовим листям.

## Біографія
В 1934 році вступив в 13-й піхотний полк. В 1939 році — унтерофіцер і кулеметник 56-го піхотного полку. Учасник Польської кампанії. З початку 1940 року — командир взводу 8-ї (кулеметної) роти свого полку. Учасник Французької кампанії. З кінця 1940 року — командир 4-ї (кулеметної) роти 421-го піхотного полку 125-ї піхотної дивізії, з якою брав участь у Балканській кампанії та Німецько-радянській війні. Воював під Львовом, Києвом, на Міусі. З 1943 року командував 9-ою ротою, з серпня 1943 року — 3-м батальйоном 61-го гренадерського полку 7-ї піхотної дивізії. Відзначився у боях під Гжатськом, Спас-Дем'янськом, на Курській дузі.

## Нагороди
- Медаль «За вислугу років у Вермахті» 4-го класу (4 роки)
- Медаль «За Атлантичний вал» (30 квітня 1940)
- Залізний хрест
  - 2-го класу (1 червня 1940)
  - 1-го класу (27 лютого 1941)
- Штурмовий піхотний знак в сріблі (13 жовтня 1941)
- Медаль «За зимову кампанію на Сході 1941/42» (1 вересня 1942)
- Німецький хрест в золоті (17 липня 1943)
- Нагрудний знак ближнього бою
  - в сріблі (27 жовтня 1943)
  - в золоті (15 грудня 1944)
- Лицарський хрест Залізного хреста з дубовим листям
  - лицарський хрест (15 грудня 1943)
  - дубове листя (№695; 12 січня 1945)
- Нагрудний знак «За поранення» в золоті (15 грудня 1944)